# Workers World Party

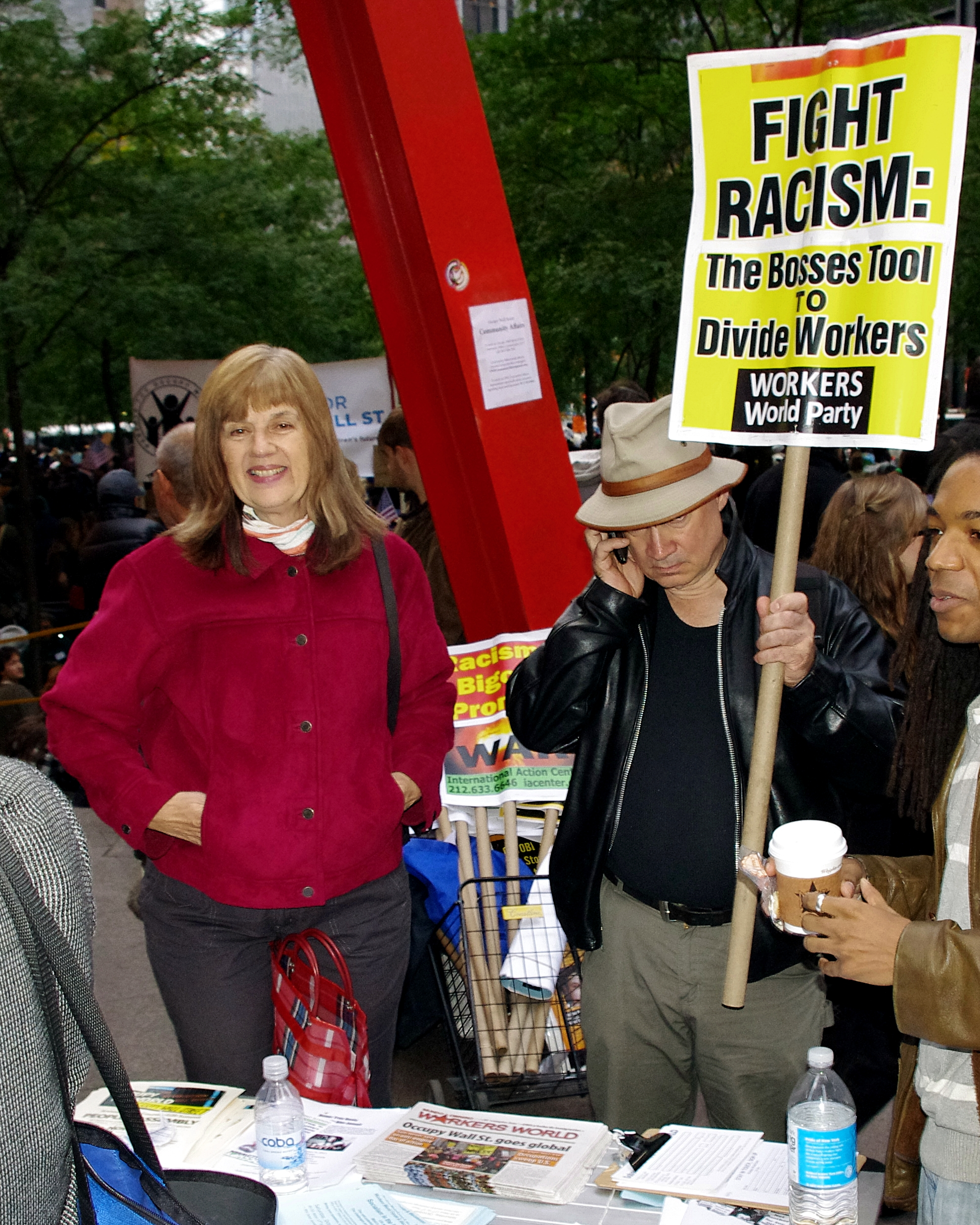
Medlemmar i WWP vid bokbord i oktober 2011.

Workers World Party (WWP) är ett nordamerikanskt kommunistiskt parti grundat 1959 av en utbrytargrupp ledd av Sam Marcy i Socialist Workers Party. Gruppens avskiljande från partiet bottnade bland annat i synen på utvecklingen i Kina under Mao Zedong, Sovjets invasion av Ungern samt synen på Wallaces Progressive Party, företeelser Sam Marcy och hans falang stödde men som SWP var emot. 
Partiets ideologi är marxismen-leninismen, dock en väldigt amerikansk variant med inslag av såväl trotskism som maoism. 